# Engel Gyula
Engel Gyula (Zalaegerszeg, 1844. december 12. – Balatonfüred, 1911. december 27.) magyar orvos, író.

## Élete
Pápán a bencéseknél, Pesten a piaristáknál tanult. Bécsben szerezte orvosi oklevelét, ahol az Allgemeines Krankenhaus orvosa is volt. 1874-től a Balatonfüredi Szeretetház orvosa, 1878-tól Zala vármegye tiszteletbeli főorvosa. 1892-től Budapesten dolgozott, nyaranta Balatonfüreden fürdőorvosként tevékenykedett. Írója az 1878-ban megjelent Balaton fürdő gyógyhelyei című mű orvostani részének. Tudósítója volt a Veszprém és a Veszprémi Független Hírlap című lapoknak, írásait országos lapok is közölték. Több novelláskötetet és egy színművet írt, amelyet 1891-ben Balatonfüreden mutattak be. Balatoni tájképeket, arcképeket is (1888-ban Molnár Aladár arcképét, aki létrehozta a Szeretetházat) is festett. 1892-ben feleségül vette Mohácsi Saroltát (1858–1923), Blaha Lujza színésznő pályatársát. Utóbbival jó kapcsolatot ápolt, s a színésznő szeretettel emlékezett meg róla naplójában. 1893–1896 között Füreden nyaralót építtetett, amelyben ma a Tourinform iroda található.
Sírja Balatonfüreden, a Vázsonyi utcai zsidó temetőben található.

## Művei
- Egészségügyi és fürdészeti melléklet. (Jalcsovics Aladár: A balatonfüredi gyógyhely és kirándulási helyei képekkel illusztrálva. Budapest, 1878)
- Művészet és szerelem. Balatonfüredi novella (Keszthely, 1887)
- Egy agglegény bűnhődése (színmű, bemutató: 1891, Balatonfüred)